# América Futebol Clube (SE)
Az América Futebol Clube (SE), röviden América, vagy América de Propriá labdarúgó csapatát 1942-ben a brazíliai Propriában hozták létre. A klub jelenleg Sergipe másodosztályú bajnokságban, a Série A2-ben szerepel.

## Története
A csapatot Durval Feitosa hozta létre, aki a város egyetlen labdarúgó csapatánál, a Sergipe Foot-Ball Clubnál főtitkárként dolgozott, mikor Sergipe állam Labdarúgó-szövetsége név változtatásra kötelezte a klubot.
Miután több lehetőséget követően egyik szövetség sem tudott megegyezésre jutni, 1942-ben társaival egyetemben, úgy gondolta egy saját csapatot alapítanak, melyet az América Futebol Clube névre kereszteltek el.
| AZ ALAPÍTÓ TAGOK NÉVSORA |

- Durval Feitosa
- Pedro Cardoso
- Gerdiel Grace
- José Rodrigues
- Miguel Apollonius
- José Graça Leite
- Eugenio Amaral
- Norman Lima
- Jose Coutinho

## Sikerlista

### Állami
- 2-szeres Sergipano bajnok: 1966, 2007
- 2-szeres Série A2 bajnok: 2006, 2012